# Sân bay Niigata
Sân bay Niigata (新潟空港 Niigata Kūkō) (IATA: KIJ, ICAO: RJSN) là một sân bay cấp hai ở Niigata, Nhật Bản.

## Các hãng hàng không và các tuyến điểm
- All Nippon Airways
- China Eastern Airlines (Sân bay quốc tế Thượng Hải-Phố Đông, Tây An)
- China Southern Airlines (Cáp Nhĩ Tân)
- Continental Airlines
  - Continental Airlines cung cấp bởi Continental Micronesia (Guam)
- Dalavia Far East Airways (Khabarovsk)
- Japan Airlines
- Korean Air (Seoul-Incheon)
- Siberia Airlines (Irkutsk)
- Vladivostok Airlines (Vladivostok)